# Bad Guy
〈Bad Guy〉는 미국의 싱어송라이터 빌리 아일리시의 노래이다. 정규 데뷔 앨범 《When We All Fall Asleep, Where Do We Go?》의 다섯 번째 싱글이다. 빌보드 핫 100 1위와 영국 싱글 차트 2위를 한 곡이다. 2019년 7월 11일, 저스틴 비버가 참여한 리믹스 버전이 발매되었다. 제62회 그래미 어워드에서 올해의 레코드상과 올해의 노래상을 수상했다.
데이브 마이어스는 이 싱글의 디지털 발매와 동시에 아일리시의 유튜브 채널에 업로드된 〈Bad Guy〉의 뮤직 비디오를 감독했다. 영상에는 아일리시가 야생무용을 비롯해 코피를 흘리며 팔굽혀펴기를 하는 남성의 등에 앉아 있는 모습이 담겼다. 평론가들은 이 비디오가 캠프 요소와 기이한 이미지로 인해 주목했다. 홍보 목적으로, 아일리시는 이 곡을 여러 번 공연했고, 2019년 그녀의 When We All Fall Asleep Tour와 2020년 Where Do We Go? World Tour의 세트 리스트에 포함시켰다.

## 배경 및 발매
빌리 아일리시는 2019년 3월 29일 다크룸과 인터스코프 레코드를 통해 데뷔 앨범 《When We All Fall Sleep, Where Do We Go?》를 발매했다. 〈Bad Guy〉는 이 음반의 다섯 번째 싱글로 동시에 발행되었다. 이 곡은 아일리시와 그녀의 오빠 피니어스 오코넬이 공동 작곡했으며, 후자는 트랙을 프로듀싱했고 아일리시는 추가 프로듀싱을 제공했다. 존 그린햄이 마스터하고 롭 키넬스키가 믹스했으며, 둘 다 스튜디오 직원으로 일했다. 2019년 8월, 이 싱글은 카세트 선주문이 가능하며 10월에 배송될 예정이다. 또한 플렉시 디스크도 4~6주 내에 선주문용으로 출시되었다. 두 릴리스 각각은 미국 고객을 위해 이메일을 통해 디지털 싱글이 제공되었다.

## 인증
}}
| 국가                                                                                          | 인증         | 판매량/출하량       |
| --------------------------------------------------------------------------------------------- | ------------ | ------------------- |
| 오스트레일리아 (ARIA)                                                                         | 11× 플래티넘 | 770,000             |
| 오스트리아 (IFPI 오스트리아)                                                                  | 3× 플래티넘  | 90,000              |
| 벨기에 (BEA)                                                                                  | 3× 플래티넘  | 120,000             |
| 캐나다 (뮤직 캐나다)                                                                          | 6× 플래티넘  | 480,000 / 103,000   |
| 덴마크 (IFPI Danmark)                                                                         | 3× 플래티넘  | 270,000             |
| 프랑스 (SNEP)                                                                                 | 다이아몬드   | 333,333             |
| 독일 (BVMI)                                                                                   | 2× 플래티넘  | 800,000             |
| 이탈리아 (FIMI)                                                                               | 3× 플래티넘  | 150,000             |
| 일본 (RIAJ)                                                                                   | 골드         | 100,000*            |
| 멕시코 (AMPROFON)                                                                             | 3×           | 0                   |
| 뉴질랜드 (RMNZ)                                                                               | 3× 플래티넘  | 90,000              |
| 노르웨이 (IFPI 노르웨이)                                                                      | 4× 플래티넘  | 240,000             |
| 폴란드 (ZPAV)                                                                                 | 다이아몬드   | 100,000             |
| 포르투갈 (AFP)                                                                                | 4× 플래티넘  | 40,000              |
| 스페인 (PROMUSICAE)                                                                           | 2× 플래티넘  | 80,000              |
| 영국 (BPI)                                                                                    | 3× 플래티넘  | 1,800,000           |
| 미국 (RIAA)                                                                                   | 6× 플래티넘  | 6,000,000 / 577,000 |
| 스트리밍                                                                                      |              |                     |
| 그리스 (IFPI 그리스)                                                                          | 2× 플래티넘  | 4,000,000           |
| 일본 (RIAJ)                                                                                   | 플래티넘     | 100,000,000         |
| 대한민국 (KMCA)                                                                               | 플래티넘     | 100,000,000         |
| *판매량을 기반으로 한 인증 · 판매량+스트리밍을 기반으로 한 인증 · 스트리밍을 기반으로 한 인증 |              |                     |